# Mainz-Layenhof
Die Bezeichnung Layenhof wird heute synonym für die südwestlich von Mainz-Finthen gelegene Siedlung Layenhof verwendet, die aus der Konversionsfläche des Finthen Army Airfield hervorging.
Ursprünglich war der Layenhof ein heute nicht mehr existentes Hofgut, dessen Namen tradiert wurde. Die Bezeichnung Mainz-Layenhof ist faktisch nicht korrekt. Sie entsprang dem Wunsch, den Layenhof als neuen Stadtteil auszubauen. In dieser Hoffnung wurde zwar ein Ortsschild errichtet, weitergehende Schritte aber unterlassen.

## Der Layenhof

### Das Hofgut Layenhof 1783–1968

Rot umrandet, die Areale des historischen Layenhof und des heutigen Layenhof (ehemalige Housing Area) im Verhältnis zum ehemaligen Finther Wald und zum Mönchwald, heute Flugplatz Mainz-Finthen. Hellgrün die 1939 gerodete Waldfläche, dunkelgrün die heutigen Reste beider Wälder.

Das Hofgut Layenhof wurde 1783 durch Franz Georg Zumbach, einem Amtmann des Mainzer Dompropstes Damian Friedrich von der Leyen als „Leyen’scher Hof“ errichtet. Das Gut lag auf dem ostrheinhessischen Plateau im Südwesten der Gemarkung Finthen im Flurstück „Auf der Hayde“. Bis zum Zeitpunkt der Errichtung des Layenhof gehörte das Gelände zum Areal des damals rund 800 Meter südlich gelegenen Birkerhofes, einer Grangie des Klosters Eberbach. Dafür wurden 230 Morgen aus dessen Besitzungen ausgegliedert.
Der Gutshof wurde als landwirtschaftliches Anwesen genutzt und diente in dieser Funktion mit kurzer Unterbrechung bis 1949. 1968 erfolgte der Abriss der ruinierten Gebäude, das Gelände ist heute eine Wüstung. Die letzten bekannten Bauten bestanden aus dem alten Gutshaus, einer neuen Villa, einem Verwalterhaus, zwei Scheunen, dem neuen Pferdestall, sowie diversen Nebengebäuden für Hühner, Schweine und Kühe. Südlich des Gebäudekomplexes lag ein kleiner Park mit zum Teil exotischem Baumbestand.
Das Gelände war zuletzt von einer niedrigen Mauer umfasst.

Rekonstruktion Glockenturm Verwalterhaus Layenhof, um 1940

Bereits 1792 wechselte infolge der Französischen Revolution erstmals der Besitzer. 1801 erwarb Johann Wilhelm Leonhard Schubert den Hof und erweiterte ihn auf 680 Morgen. Außerdem lässt er zusätzliche Stallungen errichten. Nach seinem Tod 1840 wechselten die Besitzer häufig.
Nur unter zwei Nachfolgern fanden bedeutende bauliche Veränderungen statt. 1869 erwarb der ehemalige Nassauische Finanzminister Wilhelm von Heemskerck den Layenhof und ließ südlich des Herrenhauses eine Villa errichten.

1896 kauft Bankier Borgnis aus Frankfurt am Main das Gut. Durch den Finther Bauunternehmer Peter Joseph Schütz ließ er östlich von der großen Scheune einen repräsentativen Pferdestall in Fachwerk im Stil der Gründerzeit errichten.

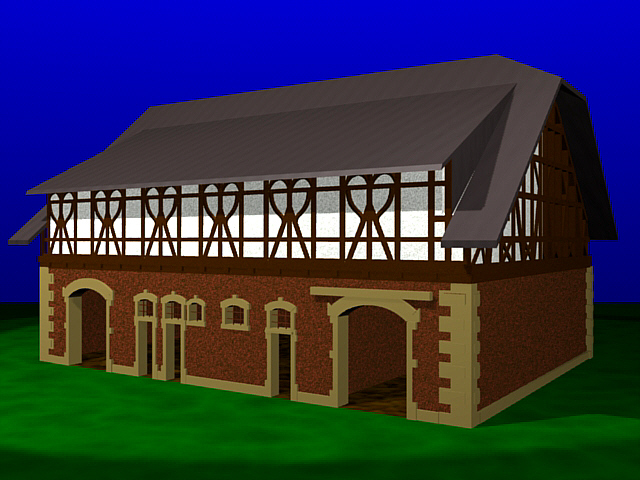
Rekonstruktion Pferdestall Layenhof, um 1896

1905 erwarb Julius Fischer das Gut und baute es wieder zu einem florierenden landwirtschaftlichen Betrieb aus. 1912 wurden eine Dampfheizung und elektrisches Licht installiert.
1939 übergibt Julius Fischer das Gut an seinen Sohn Ernst. Er hat nur kurz Freude daran, noch im gleichen Jahr wird die Familie zugunsten der Luftwaffe der Wehrmacht de facto enteignet. Nordwestlich des Layenhofs wurde ein Fliegerhorst als Teil der Militärbasis „Schafheide Ober-Olm“ errichtet. Dazu wurde ein Waldstück, bestehend aus Münchwald und Finther Wald, gerodet. Gleichzeitig wurde das jahrhundertealte Wegenetz zerschlagen und der Wasserhaushalt der Hochebene stark verändert.
Bis zur Erstellung der Unterkunfts- und Betriebsgebäude des Flugplatzes waren Offiziere und Flieger im Layenhof untergebracht worden. Generell diente das Gut als luftwaffeneigener, landwirtschaftlicher Betrieb zur Versorgung der Mannschaften. Russische Kriegsgefangene wurden als Erntehelfer eingesetzt.
Im September 1944 werden Häftlinge des KZ Hinzert als Zwangsarbeiter nach Finthen verlegt. Es handelte sich hauptsächlich um niederländische und luxemburgische Widerstandskämpfer, die unter Lebensgefahr die Piste räumen und reparieren mussten. Mit ihnen kommen SS-Wachmannschaften. Die Häftlinge werden in einer Baracke, südlich des Layenhof am Rand des Ober-Olmer Waldes gelegen, unter primitiven Bedingungen eingepfercht. Der von Luftangriffen verwundete Luxemburger Jean-Pierre Jungels, zu dessen Gedenken eine Straße weiter östlich im Gewerbegebiet von Mainz-Finthen benannt ist, erlag hier seinen Verletzungen.
Nach Beendigung des Krieges wurde der Flugplatz unter Französische Verwaltung gestellt und nach den Kriegszerstörungen wieder in Stand gesetzt. Die Gemeinde Finthen durfte den Layenhof ab 1946 auf Widerruf verpachten. 1950 forderte die Französische Besatzung das Gut wegen Eigenbedarf zurück. Wozu der Hof genutzt wurde, ist unklar. 1958 übten US-amerikanische Einheiten im Rahmen einer NATO-Übung im Areal des Layenhof den Abschuss ihrer Redstone-Raketen. Zu diesem Zeitpunkt ist die Bausubstanz des Hofes bereits stark angegriffen.
1961 übernahm die US-Army den Finther Flugplatz. Der Layenhof diente als Übungsgelände, auch für Panzer. 1968 waren die Gebäude derart ruiniert, dass sie abgerissen werden mussten. Damit endet die Geschichte des historischen Hofgutes Layenhof, der Name gerät in Vergessenheit.

### Der Flugplatz Finthen
Zwischen 1939 und 1968 ist die Geschichte des Layenhof, insbesondere dessen Ende, eng mit der Geschichte des Flugplatzes Mainz-Finthen verknüpft. Dessen separate Entwicklung wird an dieser Stelle nicht weiter betrachtet. Einzig den Bau der „Finthen Airfield Housing Area“ im Jahr 1965 auf dem Areal des Airfields, gilt es zu erwähnen. Das Housing Area bildete die Grundlage für die Entstehung der heutigen Siedlung Layenhof.

### Der heutige Layenhof
Mit dem Fall der Mauer und der Wiedervereinigung Deutschlands 1990 endete der Kalte Krieg. Die US-Streitkräfte begannen mit dem Abbau von Truppen; der Abzug vom Flugplatz wurde 1992 vollzogen. Als der Bund, an dem das Immobilienvermögen zurückgefallen war, als Eigentümer des Geländes im gleichen Jahr bekannt gab, dass er in der ehemaligen Airfield Housing Area 150 Behördenwohnungen einrichten würde, entstanden Diskussionen um die zukünftige Nutzung des Flugplatzgeländes, die bis heute andauern. Der Mainzer Oberbürgermeister Herman-Hartmut Weyel freute sich über diese ersten Siedler im von ihm propagierten neuen Stadtteil Mainz-Layenhof. Der Name des Stadtteils sollte an den nicht mehr existenten Gutshof „Mainz-Layenhof“ erinnern. Schon bald wurde das Gebiet nur noch als „der Layenhof“ bezeichnet.
Obwohl die Planungen 1994 nicht weit gediehen waren, wurde dennoch an der Einfahrt zum Flugplatz ein Ortsschild Mainz-Layenhof errichtet. Tatsächlich existiert ein Ortsbezirk Mainz-Layenhof nicht, der Layenhof gehört bis heute (Stand Juni 2018) zum Ortsbezirk Mainz-Finthen sowie im Westen zum Gebiet des Ingelheimer Stadtteils Wackernheim.
1996 wurden die Pläne für den Layenhof konkreter. Ein städtebaulicher Wettbewerb wurde ausgeschrieben mit dem Ziel, einen Stadtteil für 10.000 – 12.000 Menschen zu schaffen. Die Häuser sollten energiesparend errichtet werden, eine Infrastruktur mit Einzelhandel, sozialen Einrichtungen und Sportstätten wurde gefordert. Wohnen und Arbeiten sollte möglichst vor Ort geschehen, um Autoverkehr zu vermeiden. An Stelle des ehemaligen Hofgutes Layenhof sollte eine Gedenkstätte in Bezug auf die Außenstelle des KZ-Hinzert erinnern. Diese ambitionierten Pläne wurden nie verwirklicht. Stattdessen etablierte sich auf dem Layenhof eine Mischung aus Flugplatz und Wohn- bzw. Gewerbegebiet. Etliche Vereine, Institutionen, Bands und andere Gruppen mieteten Räume an, um dort ihrem Zweck nachzugehen.
2006 wurde dann von der Landeshauptstadt Mainz und der Gemeinde Wackernheim gemeinsam der Zweckverband Layenhof/Münchwald ins Leben gerufen. In der Präambel heißt es:
„Der ehemalige amerikanische Flughafen liegt auf dem Höhenrücken südlich der L419 im Gebiet der Gemarkungen der kreisfreien Landeshauptstadt Mainz und der zur Verbandsgemeinde Heidesheim-Wackernheim gehörenden Ortsgemeinde Wackernheim. Die Stadt Mainz und die Ortsgemeinde Wackernheim beabsichtigen, für dieses Gebiet gemeinsam die Voraussetzungen für eine städtebaulich geordnete zivile Nutzung zu schaffen sowie deren Umsetzung fördernd zu begleiten. Zur Verwirklichung des Zieles, bedarf es einer auf das gesamte Verbandsgebiet bezogenen städtebaulichen Planung, einer zweckentsprechenden Bodenordnung, des Ausbaus, der Herstellung und des Betriebs einer leistungsfähigen Erschließung sowie einer bedarfsgerechten Vermarktung des Geländes und der im Gebiet befindlichen baulichen Anlagen. Die damit verbundenen rechtlichen, organisatorischen und finanziellen Anforderungen machen den Zusammenschluss der Gebietskörperschaften Mainz und Wackernheim zu einem Zweckverband notwendig.“
Im Mai 2008 wurde nach intensiven Verhandlungen und nach erfolgter Zustimmung des Vorstandes der Bundesanstalt für Immobilienaufgaben der Kaufvertrag des Layenhof-Geländes notariell beurkundet. Mit dessen Wirksamkeit gingen alle Gebäude, Straßen, befestigte Flächen und der Luftlandeplatz inklusive des Segelfliegerareals in das Eigentum des Zweckverbandes über. Die für Wohnzwecke genutzten Gebäude wurden nicht erworben. Ziel war nach wie vor eine langfristig angelegte Stadtentwicklung.
Im Zusammenhang hiermit stand auch die Unterzeichnung der öffentlich-rechtlichen Vereinbarung mit dem Luftfahrtverein Mainz. Ziel der Vereinbarung ist vor allem, einen schnellen und wirksamen Lärmschutz für die benachbarte Bevölkerung sicherzustellen, eine rechtssichere Entwicklungsmöglichkeit für den Zweckverband zu schaffen sowie eine nachhaltige Zukunftsperspektive für den Luftfahrtverein zu eröffnen. In der Vereinbarung sind einvernehmliche Regelungen zur Reduzierung und Begrenzung der Anzahl der Flugbewegungen auf den Stand von 2004 ebenso festgehalten wie die Bedingungen der Verpachtung bzw. Überlassung von Flächen an den Luftfahrtverein bzw. eine noch zu gründende Betriebsgesellschaft. Die Zahl der maximal zulässigen Starts ist auf 23.500 pro Jahr festgeschrieben.
Im Herbst 2015 wurde auf dem Layenhof vom Land Rheinland-Pfalz eine Erstaufnahmeeinrichtung für Flüchtlinge eingerichtet, die als Außenstelle der Aufnahmeeinrichtung für Asylbegehrende Ingelheim (AfA) vom Arbeiter-Samariter-Bund betrieben wird. Die ersten rund 100 Flüchtlinge (zunächst aus Syrien, Iran und Afghanistan) trafen dort am 1. November 2015 ein, weitere 300 wurden für die folgenden Wochen erwartet. Diese ist inzwischen zu einem Gemeinschaftsunterkunft der Stadt Mainz für Flüchtlinge, die der Gemeinde zugewiesen werden, umgewandelt worden.
Unter dem Doppelnamen Wiesen am Layenhof – Ober-Olmer Wald wurde 2017 ein Naturschutzgebiet eingerichtet, das neben dem Ober-Olmer Wald u. a. den Flugplatz Mainz-Finthen und noch von der US-Armee genutzte Gebiete beim Layenhof umfasst. Zum neuen Naturschutzgebiet gehört auch das Areal des ehemaligen Hofgutes Layenhof.

### Die Wüstung Layenhof
Heute liegt ein geringer Teil des ehemaligen Hofgutes Layenhof in militärischem Sperrgebiet und wird von der United States Army beansprucht, die dort einen Übungsplatz unterhält. Einzig zwei Kastanienalleen erinnern an die Einfahrt zu dem ehemaligen Gutshof bzw. an die Zufahrt zur Villa. Oberirdisch sind keine Gebäudestrukturen mehr erkennbar. Das Areal ist jedoch ein Grabungsschutzgebiet. Bemerkenswert ist der alte Baumbestand des ehemaligen Parks; darunter befindet sich ein Mammutbaum. Die Lage der ehemaligen KZ-Baracke ist im Gelände ebenfalls nicht mehr ersichtlich. Auf die Wüstung weisen keine Schilder hin.
Bemerkenswert: Alter Baumbestand, seltene Vogelarten, Naturdenkmal, Grabungsschutzgebiet, Naherholung, Zweigstelle des SS-Sonderlager Hinzert